# Commissaire du gouvernement (France)
Pour les autres articles nationaux ou selon les autres juridictions, voir Commissaire du gouvernement.
De 1849 à 2009, le rapporteur public est nommé « commissaire du gouvernement ».
De 1995 à 2008, le représentant du ministère public devant les chambres régionales des comptes est nommé « commissaire du gouvernement ».
En France, un commissaire du gouvernement est une personne, généralement un fonctionnaire, chargée de représenter le gouvernement ou l'administration.

## Devant les assemblées parlementaires

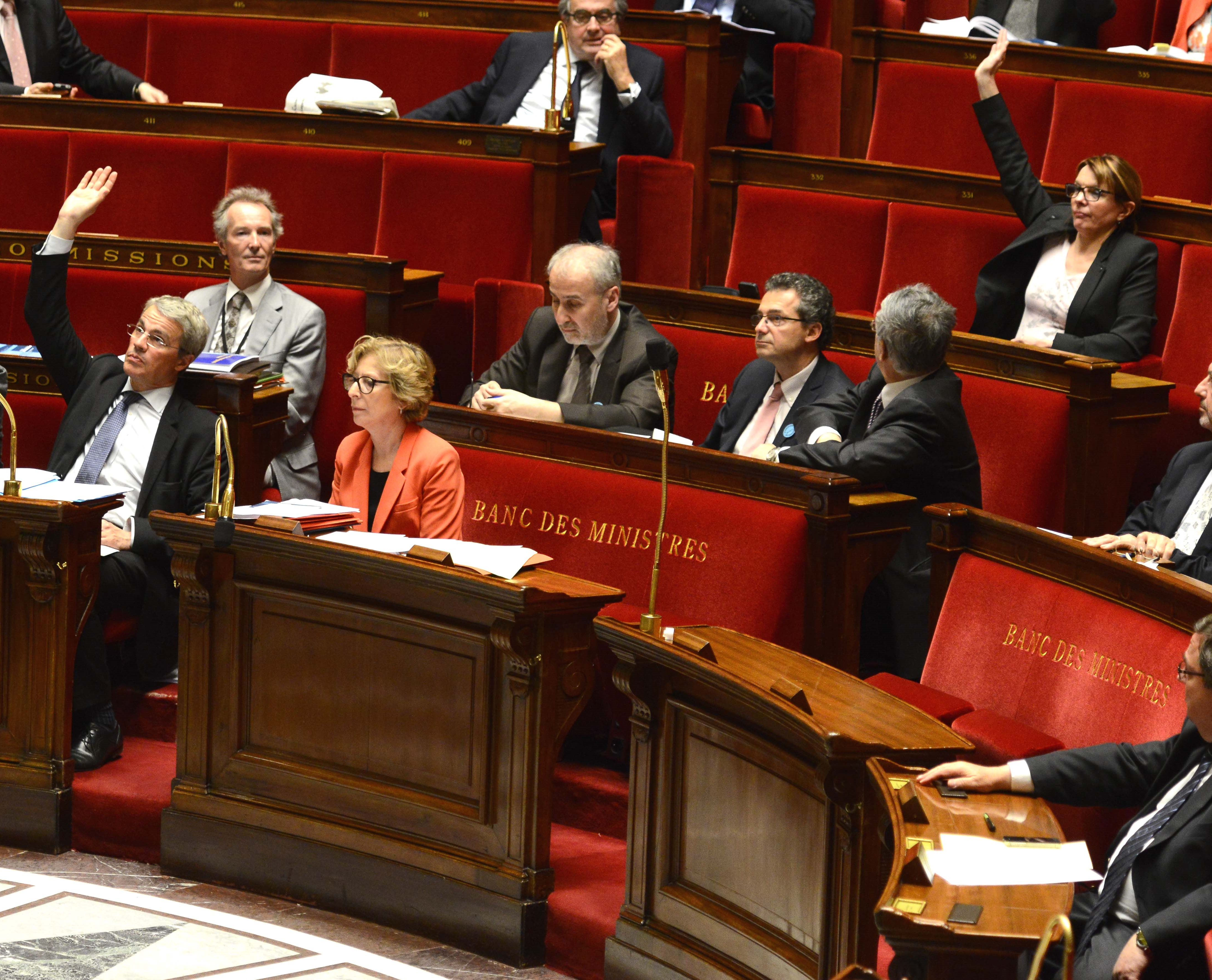
A l’Assemblée nationale (France), la ministre Geneviève Fioraso (au premier rang) est assistée de trois commissaires du gouvernement (au second rang). Photo prise en 2013.

Devant les assemblées parlementaires, on appelle commissaires du Gouvernement les personnes chargées d'assister les membres du Gouvernement (article 31 de la Constitution). Ils sont nommés par un décret collectif du Premier ministre contresigné par le ministre que les commissaires vont assister. Les décrets portant nomination de commissaires du Gouvernement conservent leur validité pendant toute la durée des débats pour lesquels ils ont été établis, même dans le cas de lectures successives.

## Devant le Conseil d'État en matière administrative et législative
Lors de l'examen des projets de décrets ou des projets de lois devant les sections administratives du Conseil d'État, les commissaires du Gouvernement assistent avec voix consultative aux séances de l'assemblée générale, des commissions ou des sections pour les affaires qui dépendent de leurs services. Ils sont désignés dans chaque ministère.

## Dans la procédure en fixation des indemnités d’expropriation
(février 2016).
Le commissaire du Gouvernement est le fonctionnaire assurant une sorte d'expertise au nom de l'administration devant le juge civil lors de la procédure en fixation des indemnités d’expropriation (article R13-7 du Code de l'expropriation pour cause d'utilité publique). Le décret no 2005-467 du 13 mai 2005 portant modification du code de l'expropriation pour cause d'utilité publique, modifiant cet article, afin d'assurer la conformité de la procédure aux exigences de la Convention européenne des droits de l'homme,, a précisé que :
- la désignation du commissaire du fonctionnaire suppléant, dans cette fonction, le directeur des services fiscaux « ne peut porter sur des agents ayant, pour le compte de l'autorité expropriante, donné l'avis d'estimation préalable aux offres d'indemnité »,
- « Le commissaire du Gouvernement exerce ses missions dans le respect du principe de la contradiction guidant le procès civil. »

La Cour de cassation a récemment eu à juger une affaire concernant la procédure d'expropriation et a apporté quelques précisions. Plusieurs commentaires d'universitaires peuvent également être consultés.

## Devant certains organismes de la sécurité sociale
Les commissaires du Gouvernement représentent l'État devant certains organismes de la sécurité sociale comme la Caisse nationale d'assurance vieillesse des travailleurs salariés, la Caisse nationale d'assurance vieillesse des professions libérales, ou l'union des caisses nationales de sécurité sociale.

## Devant certaines autorités administratives
- Autorité des marchés financiers
- Commission nationale de l'informatique et des libertés

## Devant certaines entreprises
Les commissaires du Gouvernement représentent l'État devant certaines entreprises soumises à un statut particulier et/ou bénéficiant d'un régime fiscal particulier, qu'elles soient de droit privé ou qu'elles appartiennent au secteur public. Par exemple :
- les sociétés d'aménagement foncier et d'établissement rural ;
- les ports autonomes ;
- les sociétés pour le financement de l'industrie cinématographique et audiovisuelle ;
- Oséo ;
- La Poste ;
- la SNCF.